# Miss Panamá 2014
Miss Panamá 2014 la 48.ª  certamen anual del concurso Miss Panamá se llevó a cabo en el Salón Panamá del Hotel RIU Plaza, Panamá, Panamá, el 12 de junio de 2014.
Esta es la cuarta edición del certamen, bajo la dirección de la OMP (Organización Miss Panamá) precedida por Marisela Moreno ex Miss Mundo Panamá, y fue transmitido en diferido por Telemetro Canal 13. 16 concursantes de todo Panamá compitieron por la prestigiosa corona. Miss Panamá 2013, Carolina Brid Cerrud de Veraguas coronó como su sucesora a Yomatsy Maurineth Hazlewood De La Rosa de Darién al final del evento como la nueva Miss Panamá Universo, también Sara Bello Miss Intercontinental Panamá 2013 de Los Santos coronó como su sucesora a Stephanie González Castillo de Los Santos como la nueva Miss Panamá Intercontinental .
Este año como el anterior se aplicó un nuevo cambio, regreso la competencia final titulada  "Miss Panamá Mundo, belleza con propósito", donde 24 chicas compitieron por ser la ganadora del título de Miss Mundo Panamá 2014. Virginia Hernández Miss Panamá Mundo 2013 de Panamá Centro coronó a Raiza Patricia Erlenbaugh Soriano de Panamá Centro como la nueva Miss Panamá Mundo al final del evento. La ganadora no participá en la competencia final de Miss Panamá Universo.
Yomatsy Hazlewood Miss Panamá Universo representó a Panamá en la edición 63.ª edición de Miss Universo, correspondiente al año 2014 se llevó a cabo en la ciudad de Doral, Estados Unidos; el 25 de enero de 2015 en la Arena de la Universidad Internacional de Florida, en la ciudad de Miami, Estados Unidos..
Raiza Patricia Erlenbaugh Soriano Miss Panamá Mundo, por el contrario, representaría al país en Miss Mundo 2014, que se celebró en Londres, Reino Unido, pero en noviembre 12 fue destituida al imcumplir lineamientos de la Organización Miss Panamá, siendo reemplazada por Nicole Pinto en dicho certamen Y Stephanie Paulette González Castillo Miss Panamá Intercontinental representó al país en Miss Intercontinental 2014 celebrado en Alemania en noviembre de 2014.

## Resultados Finales

### Lugares
| Resultados Finales                                             | Concursante                                                    |
| -------------------------------------------------------------- | -------------------------------------------------------------- |
| Miss Panamá Universo 2014                                      | - Darién (Miss Darién) - Yomatzy Hazlewood De La Rosa          |
| Miss Panamá Intercontinental                                   | - Las Tablas (Miss Las Tablas) - Stephanie González Castillo   |
| Miss Panamá Mundo y Miss Panamá Latinoamérica                  | - Panamá Oeste (Miss Chame) - Nicole Pinto                     |
| Primera Finalista                                              | - Herrera (Miss Ocú) - Elida Guadalupe "Lupita" Navarro Madrid |
| Segunda Finalista y Miss Panamá Mesoamérica                    | - Veraguas (Miss Santiago) - Leydili Caballero Domínguez       |
| Tercera Finalista y Miss Panamá Reinado Internacional del Café | - Veraguas (Miss Veraguas) - Marisel Franco González           |

- Originalmente Carmen Isabel Jaramillo ganó el título de Miss Panamá Latinoamérica del Mundo, pero tres días más tarde renunció y fue reemplazado por Nicole Pinto (Miss Chame) y Miss Veraguas Marisel Franco González ascendida como tercera finalista.

### Premios especiales
| Premio                        | Concursante                                           |
| ----------------------------- | ----------------------------------------------------- |
| Miss Fotogenica               | - Keisy N. Amaya Mojica (Miss Portobelo)              |
| Miss Amistad                  | - Sara Elicia Cook Ramírez (Miss Ancón)               |
| Miss Educación                | - Yomatzy Hazlewood (Miss Darién)                     |
| Mejor Silueta                 | - Astrid Yamileth Torres (Miss Coclé)                 |
| Mejor Pasarela                | - Marisel Franco González (Miss Veraguas)             |
| Mejor Vista Ópticas Chevalier | - Leydili Marieth Caballero Domínguez (Miss Santiago) |
| Mejor Cabello                 | - Astrid Yamileth Torres (Miss Coclé)                 |
| Mejor Cuerpo                  | - Yomatzy Hazlewood (Miss Darién)                     |
| Mejor Evolución               | - Angélica Milena Cedeño Espino (Miss Panamá Este)    |
| Mejor Rostro Panasonic Beauty | - Angélica Milena Cedeño Espino (Miss Panamá Este)    |

## Competencia Trajes Típico
Este año el concurso, se celebrara en un casting privado. Es una competición que muestra la riqueza del país consagrado en los trajes coloridos y fascinantes hechos por diseñadores panameños que combinan el pasado y el presente de Panamá. El traje ganador lo portara la representante de Panamá en el Miss Universo 2014.
| Resultados Finales | Concurso                             | Diseñador    | Traje                   |
| ------------------ | ------------------------------------ | ------------ | ----------------------- |
| Ganador            | Mejor Traje Nacional a Miss Universo | Randol Ching | "Diosas de las medusas" |

## Preliminar
Celebrada unos días antes de la noche final las candidatas fueron calificadas en traje de baño y entrevista personal.

## Jurados
- Gerardo Mosquera - Presidente del Jurado, escritor, curador y crítico de arte
- Karina González - Nuestra Belleza México 2011 y Top 10 de Miss Universo 2012
- Héctor Joaquín - Missiólogo puertorriqueño
- Paola Bracho -
- Marcelino Jiménez -
- Stephanie Vander Werf - Miss Panamá 2012
- Shivam Mejoral -
- Tatiana Campagnani - Miss Cocle 2011
- Jossie Jiménez - Presentador de tv.

## Candidatas Oficiales (16 Finalistas)
Estas son las candidatas seleccionadas para esta edición.
| Estado       | Representación           | Candidata                              | Edad | Estatura (m)    | Ciudad Natal        |
| ------------ | ------------------------ | -------------------------------------- | ---- | --------------- | ------------------- |
| Panamá       | Miss Ancón               | Sara Elicia Cook Ramírez               | 24   | 1,73 m (5′ 8″)  | Seattle, Washington |
| Panamá Oeste | Miss Chame               | Nicole Pinto                           | 19   | 1,74 m (5′ 9″)  | Ciudad de Panamá    |
| Chiriquí     | Miss Chiriquí            | María de los Ángeles Suárez Carrera    | 24   | 1,71 m (5′ 7″)  | Chiriquí            |
| Coclé        | Miss Coclé               | Astrid Yamileth Torres                 | 21   | 1,71 m (5′ 7″)  | Ciudad de Panamá    |
| Darién       | Miss Darién              | Yomatsy Maurineth Hazlewood De La Rosa | 22   | 1,73 m (5′ 8″)  | Ciudad de Panamá    |
| Los Santos   | Miss Macaracas           | Carmen Librada De Gracia Navarro       | 23   | 1,80 m (5′ 11″) | Los Santos          |
| Los Santos   | Miss Las Tablas          | Stephanie Paulette González            | 24   | 1,67 m (5′ 6″)  | Ciudad de Panamá    |
| Herrera      | Miss Ocú                 | Elida Guadalupe Navarro Madrid         | 24   | 1,71 m (5′ 7″)  | Ocú                 |
| Panamá       | Miss Panamá Centro       | Beatriz Victoria Stein Peña            | 19   | 1,78 m (5′ 10″) | Ciudad de Panamá    |
| Panamá       | Miss Panamá Este         | Angélica Milena Cedeño Espino          | 24   | 1,71 m (5′ 7″)  | Ciudad de Panamá    |
| Panamá Oeste | Miss Panamá Oeste        | Carmen Isabel Jaramillo                | 19   | 1,78 m (5′ 10″) | La Chorrera         |
| Herrera      | Miss Pesé                | Katrina Enith López Gutiérrez          | 23   | 1,73 m (5′ 8″)  | Pesé                |
| Colón        | Miss Portobelo           | Keisy N. Amaya Mojica                  | 19   | 1,69 m (5′ 7″)  | Ciudad de Colón     |
| Los Santos   | Miss Villa de los Santos | Aileen Haydee Bernal Ardines           | 19   | 1,81 m (5′ 11″) | Herrera             |
| Veraguas     | Miss Santiago            | Leydili Marieth Caballero Domínguez    | 18   | 1,70 m (5′ 7″)  | Ciudad de Panamá    |
| Veraguas     | Miss Veraguas            | Marisel Franco González                | 18   | 1,78 m (5′ 10″) | Mariato             |

### Show de Presentación
Esta competencia preliminar también llamada Show Preliminar y Consejo de las Misses se celebró el 8 de abril de 2014, es la noche, cuando los diesiceis finalistas oficiales fueron seleccionadas para la final del Miss Panamá 2014. Un jurado, junto con el asesoramiento de las misses, las finalistas son seleccionadas sobre la base de los resultados de las chicas durante el evento en traje de baño y las categorías de vestido.

## Significado Histórico
- Se utilizaron diferentes regiones y provincias este año, cambiando el formato de nomenclatura utilizada anteriormente.
- Los Santos (Las Tablas) ganó Miss Intercontinental Panamá por segundo año consecutivo.
- Darien gana el título de Miss Universo Panamá por segunda vez.
- Panamá Oeste gana el título de Miss Mundo Latinoamérica por primera vez.
- Panamá Centro no pudo colocarse en la ronda final después de seis años consecutivos.
- Estados que colocan en el top 6 del año anterior fueron Veraguas, Los Santos.

## Miss Panamá Mundo
El certamen de Miss Mundo Panamá se llevó a cabo en el Hotel Riu Plaza Panamá, Panamá, Panamá, el 8 de abril de 2014. Alrededor de 24 participantes de todo Panamá se disputaron el prestigioso título. Este año, por decisión de la Organización internacional de Miss Mundo, la elección de la nueva soberana mundial se llevará a cabo en una competencia independiente a la elección nacional tradicional. Virginia Hernández Miss Panamá Mundo 2013 de Panamá Centro coronó a Raiza Erlenbaugh de Panamá Centro como su sucesora al final del evento.

### Ganadora
| Resultado                                                                      | Candidata |
| ------------------------------------------------------------------------------ | --- |
| Miss Panamá Mundo 2014                                                         | Panamá Centro - Raiza Patricia Erlenbaugh Soriano |
| Clasificadas al Miss Panamá Universo                                           | - Carmen Isabel Jaramillo - Keisy Amaya - Stephanie González - Sara Cook - Yomatsy Hazlewood - Beatriz Stein - Leydili Caballero - Carmen Librada De Gracia - Katrina López - Elida Navarro - Nicole Pinto - Marisel Franco - Aileen Bernal - Astrid Yamileth Torres - Angélica Cedeño - María de Los Ángeles Suárez |
| Eliminadas: gala Miss Panamá Mundo 2014 & Preliminar Miss Panamá Universo 2014 | - Lissette Gernez - Larissa Delgado - Lyaneth Hayot - Astrid Mendoza - Nakeichy Pino - Gisvel Mena - Fidedigna Baso |
| Abandona (para ser Reina del Carnaval Colón 2014)                              | - Janitzel Ferrera |
| Expulsada (por transgredir las reglas)                                         | - Andrea Pérez |

## Jueces
- Lourdes Cristina González - (Miss Panamá Mundo 2001)
- Carlota Lozano - (Miss Panamá Mundo 1967)
- Malena Bethancourt - (Miss Panamá Mundo 1991)
- Jesenia Casanova - (Miss Panamá Mundo 1999)
- María Elena Orillac - (Miss Panamá Mundo 1986)

## Calendario de eventos
Miss Panamá Mundo 2014
- Entrevista con el jurado, lunes 7 de abril.

- Noche final de coronación Miss Panamá Mundo 2014, martes 8 de abril.

Miss Panamá 2014
- Show de presentación y preliminar, martes 8 de abril.

- Noche final, coronación de Miss Panamá Universo 2014, jueves 29 mayo.